# USS George H.W. Bush (CVN-77)
USS George H.W. Bush (CVN-77) – amerykański lotniskowiec z napędem atomowym, dziesiąty i ostatni  okręt typu Nimitz, nazwany na cześć 41. prezydenta Stanów Zjednoczonych George’a H.W. Busha.
Został zamówiony w styczniu 2001. Stępkę pod okręt położono 6 września 2003, a ceremonia wodowania odbyła się 7 października 2006. Okręt wszedł do służby 10 stycznia 2009.